# Nature morte aux concombres et tomates
La Nature morte aux concombres et tomates est un tableau (41,6 cm x 62,5 cm) de Luis Meléndez peint en 1774 et provenant du cabinet d'histoire naturelle du prince des Asturies (futur Charles IV d'Espagne), puis du palais d'Aranjuez. Il est exposé au Musée du Prado de Madrid dans la salle 88, sous le numéro d'inventaire 930.

## Description
Meléndez dispose sur une table de bois, comme à son habitude, divers éléments servant à préparer une salade de légumes. Ce sont onze concombres (ou gros cornichons) avec sept tomates, peints dans une diversité de tonalités, posés devant des ustensiles de cuisine ; à gauche un saladier de céramique brune d'Alcorcón est recouvert partiellement d'une assiette (du même groupe que celles qui figurent empilées à droite, blanches au liseré bleu, que l'on devine derrière le vinaigrier) de la poterie de Puente del Arzobispo; ensuite un récipient de métal au col allongé en forme d'alcuza servant à verser l'huile et à droite un pichet de céramique brune, fermé d'un bouchon et contenant du vinaigre. Une salière blanche est placée à l'extrémité droite. Ce sont tous les ustensiles servant aux condiments pour ce plat d'été populaire.
Cette œuvre est signée et datée sur le rebord de la table à droite.

## Expositions
Ce tableau a été présenté au public notamment à Madrid en 1989 ; à Dublin en juin-septembre 2004 (Luis Meléndez) ; à Washington en mai-août 2008 (Luis Meléndez) ; à Los Angeles en septembre 2009-janvier 2010 (Luis Meléndez) ; à Boston en janvier-mai 2010 (Luis Meléndez) ; à El Pito (Cudillero) en juin-septembre 2012 (Luis Meléndez. Bodegones para el Príncipe de Asturias).